# 萬傑利斯·莫拉斯
萬傑利斯·莫拉斯（希臘語：Βαγγέλης Μόρας，羅馬化：Vangelis Moras，1981年8月26日—）是希臘的一位足球運動員。在場上司職中後衛。他也代表希臘國家足球隊參加比賽。